# From the Cradle to the Stage
From the Cradle to the Stage è un album dal vivo del gruppo musicale power metal tedesco Rage, pubblicato nel 2002 dalla Steamhammer.

## Il disco
Il disco, registrato e uscito nel 2004, celebra il ventesimo anniversario della band ed è stato pubblicato anche in versione DVD.

## Tracce

### Disco 1
1. Orgy of Destruction (Intro)
2. War of Worlds
3. Great Old Ones
4. Paint the Devil on the Wall
5. Sent By the Devil
6. Firestorm
7. Down
8. Prayers of Steel
9. Suicide
10. Days of December
11. Unity
12. Anarchy (Drum solo)
13. Enough Is Enough
14. Invisible Horizons
15. Set This World on Fire

### Disco 2
1. Flesh And Blood
2. Rocket Science (Guitar solo)
3. Soundchaser
4. Straight To Hell
5. Back In Time
6. Refuge
7. From the Cradle To the Grave
8. Black In Mind
9. Solitary Man
10. Don't Fear the Winter
11. All I Want
12. Higher Than the Sky

## Formazione
- "Peavy" Wagner - basso, voce
- Victor Smolski - chitarra
- Mike Terrana - batteria